# مراحل النمو النفسي الاجتماعي

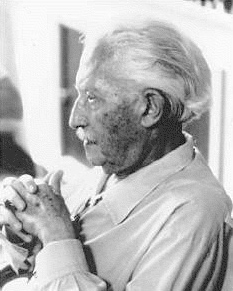
إريك إريكسون.

مراحل النمو النفسي الاجتماعي عبارة عن نموذج تحليل نفسي وضعه عالم النفس إريك إريكسون وبيّن فيه أن الإنسان يمر بثمان مراحل نمو في حياته.
تُعرف مراحل النمو النفسي الاجتماعي كما عبر عنها إيريك إريكسون بالتعاون مع جون إريكسون في النصف الثاني من القرن العشرين أنها نظرية تحليل نفسي شامل تحدد سلسلة مؤلفة من ثمان مراحل يجب على الفرد الذي يتطور بشكل سليم أن يمر بها من الولادة حتى الشيخوخة.
تصور نظرية مراحل إريكسون تقدم الفرد عبر مراحل حياته الثمان أنه عملية تفاوض بين قوتين، البيولوجية والاجتماعية الثقافية. تتصف كل مرحلة بأزمة نفسية اجتماعية ترتبط بقوتين متنازعتين. إذا وَفّق الشخص بالفعل بين هاتين القوتين (مفضلًا الميزة الأولى الواردة في الأزمة) سيخرج من المرحلة حاملًا ميزةً مشابهة لها. على سبيل المثال، إذا دخل طفل في مرحلة الدارج (مرحلة الاستقلال مقابل الشعور بالخزي والشك) حاملًا إحساسًا أكبر بالثقة بدلًا من الشعور بالارتياب، سيحمل فضيلة الأمل في مراحل حياته الباقية.
إذا لم يكتمل تحدي المراحل بنجاح قد نتوقع عودة هذه المشاكل في المستقبل. رغم أن السيطرة على مرحلة ما لا تمنع الانتقال إلى المرحلة التالية لها. لا تدوم نتيجة المرحلة الواحدة دائمًا، ويمكن تعديلها عند خوض تجارب لاحقة.

## المراحل
| العمر التقريبي            | الفضائل | الأزمة النفسية الاجتماعية                  | العلاقة المميزة        | السؤال الوجودي                                      | أمثلة                                           |
| الرضاعة 0-2 سنة           | الأمل   | الثقة الأساسية مقابل عدم الثقة             | الأم                   | هل يمكن أن أثق بالعالم من حولي؟                     | الرضاعة (الإطعام)، الهجران                      |
| الطفولة المبكرة 2–4 سنة   | الإرادة | الاستقلالية مقابل الخجل والشك              | الوالدان               | هل من الجيد أن أكون أنا كما ينبغي أن أكون؟          | النظافة الشخصية، ارتداء الملابس دون مساعدة      |
| مرحلة قبل المدرسة 4–5 سنة | الغاية  | المبادرة مقابل الذنب                       | العائلة                | هل من الجيد بالنسبة لي أن أفعل وأن أتحرك وأن أتصرف؟ | الاكتشاف، استخدام الأدوات أو القيام بأعمال فنية |
| مرحلة المدرسة 5–12 سنة    | الكفاءة | الاجتهاد مقابل النقص                       | الجيران، المدرسة       | هل يمكن أن أنجز في عالم الناس والأشياء من حولي؟     | المدرسة، الرياضة                                |
| المراهقة 13–19 سنة        | الإخلاص | الهوية مقابل التشوش في فهم الدور في الحياة | الأقران، القدوة        | من أنا؟ من ممكن أن أكون؟                            | العلاقات الاجتماعية                             |
| البلوغ المبكر 20–39 سنة   | الحب    | الحميمية مقابل العزلة                      | الأصدقاء، الشركاء      | هل يمكن أن أحب؟                                     | العلاقات الرومانسية                             |
| البلوغ المتأخر 40–64 سنة  | الرعاية | الإنتاجية مقابل الركود                     | أهل البيت، زملاء العمل | هل من الممكن أن أجعل حياتي ذات قيمة؟                | العمل، الأبوة/الأمومة                           |
| النضوج 65-الموت           | الحكمة  | تكامل الشخصية مقابل اليأس                  | البشرية جمعاء          | هل كان الجيد أن أكون على ما كنت عليه؟               | الانطباعات عن الحياة                            |

### الأمل: الثقة مقابل انعدام الثقة (أو الارتياب) (الإحساس الفموي، مرحلة الرضاعة، عمر أقل من سنتين)
- السؤال الأساسي: هل أستطيع أن أثق بالعالم؟

تركز المرحلة الأولى من نظرية إيريك إريكسون على تلبية الوالدين لحاجات الرضيع الأساسية وكيف يؤدي هذا التفاعل إلى الشعور بالثقة أو الارتياب. يعرف إريكسون الثقة أنها «ثقة حقيقة بالآخرين، إضافةً إلى الشعور الأساسي أن الشخص جدير بالثقة».
يعتمد الرضيع على الوالدين، وخاصة الأم، للحصول على الدعم والراحة. يأتي فهم الطفل النسبي للعالم والمجتمع من والديه وتفاعلهما معه، ودائمًا ما يكون أول من يثق به الطفل أحد والديه أو مقدم الرعاية أيًا يكن، لكن مقدم الرعاية يصنف ثانيًا لأن نظر الطفل يقع على والديه في البداية. إذا عرض الوالدان طفلهما للدفء، والاستقرار، والتعلق الجدير بالاعتماد، سيتطلع الطفل للعالم بنظرة ثقة. عند فشل الوالدين بمنح البيئة الآمنة وتأمين الاحتياجات الأساسية لطفلهما سينتج إحساس بعدم الثقة. يقود تطور هذا الشعور إلى الإحساس بالخيبة والشك والعزلة ونقص الأمان.
وفقًا لإيريك إريكسون، تكمن المهمة التطورية الأهم عند الرضيع في تمييز الناس الذين يلبون احتياجاته الأساسية بشكل منتظم، وخاصةً مقدمي الرعاية. إذا كان مقدمو الرعاية مصدرًا مستمرًا للطعام والراحة والعاطفة، يتعلم الطفل أن يثق أن الآخرين جديرون بالاعتماد والثقة. إذا كان هؤلاء مهملين في حقه، أو ربما يصل الأمر بهم إلى اضطهاده، سيتعلم الطفل عندها الشك أو عدم الثقة، فيرى العالم مكانًا غير قابل للاعتماد، وغير متوقع، وأنه قد يكون مكانًا خطيرًا.
يسمح اختبار الطفل لبعض التجارب مع شعوره بانعدام الثقة أن يكتسب فهمًا أكبر لم يعد موقفًا خطيرًا يواجهه لاحقًا في حياته، وطالما هو في مرحلة الرضيع أو الدارج، من الأفضل عدم تركه في مواقف مطولة من عدم الثقة: فرغبة الطفل الأولى هي الشعور بالأمان، والراحة، والعناية الجيدة به.

### الإرادة: الاستقلالية مقابل الخزي والشك (الطفولة المبكرة 2–4 سنة)
- السؤال الوجودي: هل من الجيد أن أكون أنا؟

عندما يكتسب الطفل القدرة على التحكم بوظائف الإطراح والقدرات الحركية، يبدأ باكتشاف محيطه. يستمر الآباء في هذه المرحلة بمنحه قاعدة قوية من الحماية يستند عليها أثناء مغامرته بالخروج تأكيدًا على إرادته.
يساعد صبر الوالدين وتشجيعهما على دعم استقلالية الطفل. يحب الأطفال في هذا السن اكتشاف العالم حولهم ويتعلمون باستمرار عن بيئتهم المحيطة. يجب أخذ الحذر في هذا العمر إذ قد يكتشف الأطفال أشياءً خطيرة على صحتهم وسلامتهم.
يطور الأطفال في هذا العمر اهتماماتهم الأولى. على سبيل المثال، قد يميل الطفل الذي يستمتع بالموسيقى إلى العزف مع الراديو. قد يهتم الأطفال الذين يستمتعون باستكشاف الخارج بالحيوانات والنباتات.
يميل الآباء الحريصون إلى غرس الشعور بالشك في أطفالهم، والنفور من الوقوع في تحديات جديدة.
أثناء اكتساب الدارجين تنسيقًا عضليًا متزايدًا وقدرات حركية أكبر، يصبحون أقدر على تلبية بعض احتياجاتهم الشخصية. يبدأ هؤلاء الأطفال بإطعام أنفسهم، والاغتسال وارتداء الثياب لوحدهم، واستخدام الحمام دون مساعدة.
إذا شجع مقدم الرعاية الدارج على سلوك الاكتفاء الذاتي، سيطور شعورًا بالاستقلالية، وهو الإحساس بالقدرة على التعامل مع مشاكل عديدة بنفسه. ولكن إذا طلب مقدم الرعاية تقدمًا كبيرًا من الدارج في وقت قصير، أو رفض ترك الطفل يؤدي مهامه القادر عليها، أو تهكم على محاولاته الأولى بالاكتفاء الذاتي، قد يطور الأطفال شعورًا بالخزي والشك بقدرتهم على معالجة المشاكل.

### الغاية: المبادرة مقابل الذنب (مهارات الانتقال-الأعضاء التناسلية، مرحلة الطفولة المبكرة، بين 4–5 سنة)
- السؤال الوجودي: هل يمكنني أن أفعل وأتحرك وأتصرف؟

تضيف المبادرة للاستقلال الذاتي ميزة التخطيط للمهام، وأدائها، والشروع بها، بغرض أن يكون الفرد فعالًا ويحرز تقدمًا.
يتعلم الطفل التحكم بالعالم من حوله، ويتعلم المهارات الأساسية ومبادئ الفيزياء. فيدرك أن الأشياء تسقط إلى الأسفل، وليس إلى الأعلى. والأشياء المدورة تتدحرج. يتعلم الأطفال كيف يسحبون سحاب ستراتهم ويربطون العقد، ويتعلمون العد والتكلم بأريحية. في هذه المرحلة، يريد الأطفال بدء وإنهاء أفعالهم الخاصة لغاية محددة.
يشكل الشعور بالذنب الإحساس المربك الجديد في هذه المرحلة. قد يشعر الأطفال بالذنب عند قيامهم بأشياء لا تسبب هذا الشعور منطقيًا. فقد يشعرون بالذنب عندما لا ينتج عن مبادرتهم نتائج مرغوبة.
ما يميز الأطفال في مرحلة ما قبل المدرسة (بين عمري الثالثة والسادسة) عن المجموعات العمرية الأخرى هو تطور الشجاعة والاستقلالية. يواجه الأطفال الصغار في هذا العمر تحدي المبادرة مقابل الذنب، يواجه الطفل في هذه المرحلة تعقيدات في التخطيط وتطوير الإحساس بالتقدير. يتعلم الأطفال خلال هذه المرحلة أخذ المبادرة، يتحضرون للقيادة وأدوار تحقيق الغايات. قد تشمل النشاطات التي يسعى الطفل للقيام بها في هذه المرحلة العمرية سلوكيات تتطلب المخاطرة، كعبور الشارع وحيدًا أو ركوب الدراجة دون ارتداء خوذة، يملك كلا هذين المثالين حدودًا ذاتية.
في الحالات التي تتطلب المبادرة، قد يطور الطفل أيضًا سلوكيات سلبية. تنتج هذه السلوكيات عن تطور شعور الطفل بالإحباط لعدم قدرته على تحقيق الهدف كما هو مخطط، وقد يدخل في سلوكيات سلبية تبدو للوالدين عدوانية وهمجية وحازمة بإفراط. تعد السلوكيات العدوانية مثل رمي الأشياء، والضرب، والصراخ، سلوكيات ملحوظة في هذه المرحلة.
تزداد قدرة الأطفال في مرحلة ما قبل المدرسة على إتمام المهام بأنفسهم ويقدرون على اكتشاف مجالات جديدة. ومع هذا الاستقلال المتزايد تتوافر خيارات عديدة حول نشاطات يمكن البدء بها.
يأخذ الأطفال أحيانًا على عاتقهم مشاريع يمكنهم إتمامها بسرعة، ولكن في أحيان أخرى، يؤدون مشاريع تتجاوز مقدراتهم أو تتداخل مع خطط الناس ونشاطاتهم. إذا شجع الوالدان والمعلمون الأطفال في سن ما قبل المدرسة ودعموا جهودهم، إضافةً إلى مساعدتهم على انتقاء خيارات واقعية ومناسبة، سيطور الأطفال ميزة المبادرة، والمبادرة تعني الاستقلالية في التخطيط والقيام بالنشاطات. ولكن، في الحالة المعاكسة، عندما يقوم البالغون بإحباط الأطفال عند قيامهم بنشاطاتهم المستقلة، أو نبذ هذه النشاطات واعتبارها سخيفة ومزعجة، سيطور الأطفال شعورًا بالذنب حول احتياجاتهم ورغباتهم.

### الكفاءة: الاجتهاد مقابل النقص (مرحلة المدرسة 5–12 سنة)
- السؤال الوجودي: كيف أستطيع أن أكون جيدًا بما يكفي لأحقق أهدافي وأكون مقبولًا بين أقراني؟

تكون هذه المرحلة العمرية متوافقة مع دخول الطفل للمدرسة حيث يتعامل الطفل مع متطلبات التعلم الاجتماعية الجديدة. يكون الأطفال في مرحلة تعلم القراءة والكتابة، وحل المسائل، والقيام بالأشياء بمفردهم. يبدأ المعلمون في لعب دور مهم في حياة الطفل حيث يقومون بتعليم مهارات معينة.
في هذه المرحلة، يصبح أقران الطفل أكثر أهمية ويصبحون مصدرًا رئيسيًا لتقدير الطفل لذاته. يشعر الطفل الآن بالحاجة إلى كسب الموافقة من خلال إظهار كفاءات معينة يقدرها المجتمع، مما يطور إحساسًا بالفخر في إنجازاتهم.
وفي حالة عدم تقدير المجهود الذي يبذله الطفل يشعر بالنقص وأنه ليس في مستوى أقرانه أو أن المجهود الذي يبذله غير ذا قيمة، مما يؤدي إلى نقص في الثقة بالنفس وإحساس بأن قدراته ضعيفة وأنه غير كفؤ.

### الإخلاص: الهوية مقابل التشوش في فهم الدور في الحياة (المراهقة 13–19 سنة)
- السؤال الوجودي: من أنا؟ وما هو الدور الذي أريد أن أشغله في هذا العالم؟

المرحلة الخامسة في نظرية إريك إريكسون للتطور النفسي الاجتماعي هي "تكوين الهوية مقابل التشوش في فهم الدور في الحياة"، وتحدث خلال فترة المراهقة، من حوالي 12 إلى 18 عامًا. في هذه المرحلة، يبحث المراهقون عن إحساس بالذات وتحديد هوية شخصية انطلاقا من استكشاف القيم الشخصية، والمعتقدات، والأهداف.
خلال فترة المراهقة، يعتبر الانتقال من الطفولة إلى مرحلة البلوغ أمرًا بالغ الأهمية. يصبح المراهقون أكثر استقلالية ويبدؤون في التفكير بشأن المستقبل فيما يتعلق بالمهن والعلاقات والأسر والسكن، وغيرها. ويرغب الفرد في أن ينتمي إلى المجتمع وأن يجد مكانه فيه.
يستكشف المراهقون من يكونون كأفراد، ويحاولون تكوين إحساس بالذات، وقد يجربون أدوارًا وأنشطة وسلوكيات مختلفة. وفقًا لإريكسون، يعتبر هذا الأمر مهمًا لتشكيل هوية قوية وتطوير إحساس بالاتجاه في الحياة.
تعد هذه المرحلة "حالة بينية" بين الطفولة والرشد، بين الأخلاق التي تعلمها الطفل والقيم الأخلاقية التي سيطورها البالغ. خلال هذه المرحلة، يقوم المراهق بإعادة فحص هويته ومحاولة اكتشاف من هو أو هي بالضبط.
نظرًا لأهمية العلاقات الاجتماعية في هذه المرحلة، من الضروري أن يكون لدى المراهقين شبكات دعم اجتماعية تشجع على استكشاف الهوية بشكل صحي. من المهم أيضًا أن يقدم الآباء والمعلمون والمرشدون توجيهًا بينما يمارس المراهقون أدوارهم الإجتماعية والأدوار المختلفة التي يعيشونها. وهنا يمكن الحديث عن مجموعة من المفاهيم.
تشكيل الهوية: توفر العلاقات الاجتماعية بيئة يمكن للمراهقين من خلالها استكشاف جوانب مختلفة من هويتهم. يجربون أدوارًا مختلفة ضمن مجموعاتهم، مما يسمح لهم باكتشاف اهتماماتهم ومعتقداتهم وقيمهم وأهدافهم. هذا الاستكشاف أساسي لتشكيل هويتهم الفريدة.
تأثير الأقران: غالبًا ما يصبح تأثير الأقران في هذه المرحلة ذا أهمية كبيرة، حيث يبدأ المراهقون في إعطاء قيمة أكبر لآراء أصدقائهم مقارنةً بآراء آبائهم. الطريقة التي ينظر بها أقران المراهق إليه يمكن أن تؤثر في إحساسه بذاته وتشكيل هويته.
القبول والانتماء: الشعور بالقبول والانتماء مع الأقران يمكن أن يؤثر بشكل كبير على تقدير الذات لدى المراهقين وإحساسهم بالهوية. حيث يكونون أكثر عرضة لتطوير هوية إيجابية قوية إذا شعروا بأنهم مقبولون وذوو قيمة، بينما قد يؤدي شعورهم بالإقصاء أو التهميش إلى اضطراب في الدور وصراع في تكوين الهوية.
التفاعل مع التنوع: يمنح التفاعل مع مجموعة متنوعة من المراهقين فرصة لتوسيع آفاقهم، وتحدي معتقداتهم، وتشكيل قيمهم. ويمكن أن تؤثر هذه التجارب المتنوعة في تشكيل هويتهم.
الصراع وحل النزاعات: غالبًا ما تتضمن العلاقات الاجتماعية الصراع والحاجة إلى حل النزاعات، مما يوفر للمراهقين فرصًا لاستكشاف أدوار وسلوكيات مختلفة. ويساهم في تعلم كيفية التنقل من هذه الصراعات لتطوير هويتهم والمهارات الاجتماعية المطلوبة في مرحلة الرشد.

### الحب: مرحلة الحميمية مقابل العزلة ( البلوغ المبكر20–39 سنة)
- السؤال الوجودي: هل يمكنني أن أكون حقيقيًا في علاقاتي دون أن أفقد ذاتي؟ وكيف أوازن بين حاجتي للحب والتواصل وحاجتي للاستقلالية؟

الحميمية مقابل العزلة هي المرحلة السادسة، حيث يتعلم الشخص كيفية تكوين علاقات وثيقة وذات معنى مع الآخرين مع الحفاظ على استقلاليته. عندما ينجح الشخص في هذه المرحلة، يتمتع بعلاقات قوية وداعمة، سواء رومانسية أو صداقة، مع الحفاظ على هويته الفردية. وفي المقابل، عندما يفشل في تحقيق هذا التوازن، قد يشعر بالعزلة وينعكس ذلك في ضعف العلاقات الاجتماعية أو الدعم العاطفي.
الحميمية حسب تعريف إريكسون هي النجاح في ربط علاقات تتسم بالحب والدفئ والصدق، وهي علاقات تشمل العلاقات الرومنسية والصداقة والقرابة. ويكون الهدف منها أن تكون دائما مبنية على التقدير المتبادل وذات مغزى. وتساهم في نمو الشخصية وتقويتها.
العزلة ناتجة عن وقوع الشخص في تجارب علاقاتية سيئة، أو وقوع أزمة في مرحلة من المراحل السابقة، أو تجنب تحمل المسؤولية، أو خسارة شخص من المقربين. مما يجعل الشخص يفضل الوحدة والانعزال والابتعاد عن أي علاقة تتطلب مجهودا والتزاما متبادلا خوفا من التعرض للألم المتوقع حسب تجاربه السابقة.

#### منافع الحميمية
- علاقات قوية وداعمة
- روابط عميقة وذات مغزى
- نمو شخصي
- تحسن في الصحة النفسية والرفاهية
- انخفاض الشعور بالاكتئاب

#### عواقب العزلة
- نقص العلاقات العميقة
- ضعف الدعم الاجتماعي
- انعدام الثقة
- ضعف في مهارات التواصل
- ارتفاع في معدلات الاكتئاب والقلق

مرحلة الحميمية مقابل العزلة مرحلة مهمة من مراحل النمو النفسي والاجتماعي وتتميز بتدعيمها للجانب العلائقي مما يساهم في توطيد الشخص لعلاقات قوية وخلق توازن في حياته الشخصية وإنتاجيته داخل المجتمع.

### الرعاية: الإنتاجية مقابل الركود ( البلوغ المتأخر 40–64 سنة)
- السؤال الوجودي: هل من الممكن أن أجعل حياتي ذات قيمة؟

الإنتاجية مقابل الركود هي المرحلة السابعة من مراحل النمو النفسي الإجتماعي وهي مرحلة تنتمي لمراحل البلوغ بين سن الأربعين و الرابع والستين.
في هذه المرحلة يكون الفرد قد مر بتجارب حياتية متنوعة ويصل إلى الرغبة في العناية أو خلق أشياء تستمر بعده، إما عن طريق الأبوة أو الأمومة أو عن طريق إبداع أمور لها استمرارية في الزمن، مثل إحداث تغييرات إيجابية في مجتمعهم. وقد تكون تربية الأولاد ليست الكفيلة وحدها بإغناء هذه المرحلة لكن عليها أن ترافق بأنشطة منتجة أخرى.
تشير الإنتاجية إلى تحقيق تغيير حقيقي عن طريق الإهتمام بالآخرين الأسرة والأصدقاء والزملاء في العمل إضافة إلى إبداع وخلق وإنتاج أمور تجعل العالم أفضل في المستقبل.
أما الركود فهو تمحور حول الذات يخلق معه الفرد رغبة في عدم مساعدة الآخرين وإهمال كل شعور بالتجديد أو الانخراط في أعمال جديدة تجعله منخرطا في مجتمعه.
يرى إريكسون أن الطفل بقدر احتياجه للبالغ من أجل إرشاده والعناية به فإن البالغ أيضا يحتاج لوجود الطفل خصوصا في هذه المرحلة. فالجهد المبذول من طرف البالغ اتجاه الطفل يساعد البالغ على النضج وتحقيق الذات والشعور بالأهمية مما يدفعه للإنتاجية.
المهام الأساسية لمرحلة منتصف البلوغ:
- التعبير عن الحب بطرق تتجاوز العلاقات الجنسية.
- الحفاظ على أنماط حياة صحية.
- تطوير شعور بالوحدة مع الشريك.
- مساعدة الأبناء الناضجين ليكونوا بالغين مسؤولين.
- التخلي عن الدور المركزي في حياة الأبناء البالغين.
- قبول أزواج وأصدقاء الأبناء.
- خلق منزل مريح.
- الفخر بإنجازات الشخص والشريك/الزوج.
- عكس الأدوار مع الوالدين المسنين.
- تحقيق المسؤولية المدنية والاجتماعية الناضجة.
- التكيف مع التغيرات الجسدية في منتصف العمر.
- استخدام وقت الفراغ بطرق إبداعية.

### الحكمة: تكامل الشخصية مقابل اليأس(النضوج 65-الموت)
السؤال الوجودي: هل كان الجيد أن أكون على ما كنت عليه؟
عندما يتقدم الإنسان في العمر ويصل إلى سنوات التقاعد، يتباطأ إيقاع حياته وإنتاجيته، مما يمنحه وقتاً للتأمل في حياته. في هذه المرحلة، يطرح على نفسه سؤالاً وجودياً: "هل من المقبول أن أكون كما كنت؟" إذا رأى الشخص أنه عاش حياة ناجحة، مليئة بالإنتاجية، فهو يرى أنه عاش حياة تتسم بالنزاهة.

والنزاهة عند إريكسون تعني القدرة على النظر إلى الحياة بشعور من الرضا والسلام والامتنان لكل ما تم تقديمه واستقباله.
الشخص الذي يتمتع بالنزاهة مستعد للدفاع عن كرامة أسلوب حياته ضد جميع التهديدات الجسدية والاقتصادية. لأنه يعرف أن الحياة الفردية هي مصادفة عشوائية لدورة حياة واحدة ضمن جزء واحد من التاريخ؛ وأن نزاهة البشرية جمعاء تتوقف على نمط النزاهة الذي ينتمي إليه.
مرحلة تكامل الشخصية مقابل اليأس هي المرحلة التاسعة من مراحل النمو النفسي الإجتماعي، حيث يرى إريكسون وزوجته جوان أن كبار السن يعيدون النظر في المراحل الثماني السابقة ويتعاملون مع الصراعات السابقة بطرق جديدة، حيث يتكيفون مع التغيرات الجسدية والاجتماعية للتقدم في العمر.